# Cyclodictyon leucomitrium
Cyclodictyon leucomitrium är en bladmossart som beskrevs av Brotherus 1907. Cyclodictyon leucomitrium ingår i släktet Cyclodictyon och familjen Hookeriaceae. Inga underarter finns listade i Catalogue of Life.